# 에티엔 발리바르
에티엔 발리바르(Étienne Balibar, 1942년 4월 23일 ~ )는 프랑스의 사상가, 철학자이다. 욘주 아발론 출신이다. 부인은 물리학자 프랑수아즈 발리바르이며, 딸은 영화배우 잔 발리바르이다. 

## 생애
1960년 파리 고등사범학교에 입학하여 루이 알튀세르, 조르주 캉길렘, 자크 라캉에게 사사했다. 1965년 알튀세르, 피에르 마슈레, 자크 랑시에르, 로제 에스타블레와 함께 《“자본”을 읽자》를 공동 저술하여 약관의 나이에 국제적인 마르크스주의 이론가로 명성을 떨쳤다. 1960~70년대 내내 마르크스주의를 개조하기 위한 알튀세르의 구조적 마르크스주의의 충실한 동반자로 활동했으며, 《역사유물론 5연구》(1974)(우리말 번역본은 《역사유물론 연구》, 이해민 옮김, 푸른산, 1989), [프롤레타리아 독재에 대하여](1976)(우리말 번역본은, 《민주주의와 독재》, 최인락 옮김, 연구사, 1988) 등을 저술했다.
1981년 프랑스 공산당의 이민자 정책에 대해 비판하는 글을 발표한 이후 20여 년 동안 소속되어 있던 공산당에서 출당(黜黨)되었으며, 이 일을 계기로 이민자와 인종주의 문제에 더욱 깊은 관심을 갖게 되었다. 1990년대 이후에는 이주자의 인권을 위한 투쟁 및 이스라엘의 팔레스타인 분리 정책에 대한 반대 운동에 적극 가담하면서, 민주주의, 시민권, 반폭력, 유럽 헌정, 근대성의 인간학적 기초 등에 관해 폭넓은 연구 작업을 수행하고 있다.
국내에 번역된 《스피노자와 정치》, 《대중들의 공포》, 《우리, 유럽의 시민들?》, 《정치체에 대한 권리》, 《폭력과 시민다움》 이외에도, 이매뉴얼 월러스틴과 공저한 《인종·국민·계급》(Race, nation, classe)과 《평등자유명제》(La proposition de l'égaliberté), 《시민 주체》(Citoyen sujet), 《개념의 정념들》(Passions du concept) 같은 다수의 저작들을 발표했다. 현재 파리 10대학 명예교수 및 영국 킹스턴대학 철학교수로 재직하고 있다.